# Westminster (Vermont)
Pour les articles homonymes, voir Westminster.
Westminster est une ville de l'État du Vermont, aux États-Unis.
| Athens    | Rockingham  | Walpole |
| Townshend | Westminster |         |
| Brookline | Putney      | Keene   |